# (1754) Cunningham
(1754) Cunningham – planetoida należąca do zewnętrznej części pasa głównego planetoid okrążająca Słońce w ciągu 7 lat i 313 dni w średniej odległości 3,95 au. Została odkryta 29 marca 1935 w Observatoire Royal de Belgique w Uccle przez Eugène’a Delporte. Nazwa planetoidy pochodzi od Lelanda Cunninghama (1904–1989), amerykańskiego astronoma. Przed nadaniem nazwy planetoida nosiła oznaczenie tymczasowe (1754) 1935 FE.